# Sweltsa longistyla
Sweltsa longistyla är en bäcksländeart som först beskrevs av Wu, C.F. 1938.  Sweltsa longistyla ingår i släktet Sweltsa och familjen blekbäcksländor. Inga underarter finns listade i Catalogue of Life.